# Велики Адегојски водопад
Велики Адегојски водопад (рус. Большой Адегойский водопад) мањи је водопад на југу европског дела Руске Федерације. Налази се на безименом потоку на северозападној подгорини Великог Кавказа, на југозападу Краснодарске покрајине. Административно припада Абинском општинском рејону. 
Иако се налази на безименом потоку водопад је добио име по оближњој реци Адегој у коју се његов примарни ток улива. Висина водопада је 11 метара, а ширина око једног метра.